# Доленя Вас (Ново Место)
Доленя Вас (словен. Dolenja vas) — поселення в общині Ново Место, регіон Південно-Східна Словенія, Словенія. Висота над рівнем моря: 184,1 м.